# Ready Player Two
Ready Player Two ist der Titel eines dystopischen Science-Fiction-Romans von Ernest Cline aus dem Jahr 2020. Die Fortsetzung des mehrfach ausgezeichneten Vorgängers Ready Player One erhielt einige gute Kritiken, wurde aber insgesamt sehr viel negativer und mit spöttischen Kommentaren von Fans besprochen. Die deutsche Übersetzung durch Sara Riffel, Alexandra Jordan und Alexander Weber ist im März 2021 erschienen. Das Buch knüpft unmittelbar an die Ereignisse des Vorgängers an und beschreibt die Erlebnisse einer Gruppe junger Erwachsener in der virtuellen Welt OASIS. Eine Verfilmung mit Steven Spielberg als Produzent ist geplant.

## Ausgaben
Englischsprachige Ausgabe
- Ready Player Two. Ballantine Books, 2020, ISBN 978-1-524-76133-2.

Englischsprachiges Hörbuch
- Ready Player Two. Von Wil Wheaton gelesen, Random House Audio, 24. November 2020, 13 Std. 46 Min.[4]

Deutschsprachige Ausgabe
- Ready Player Two. Übersetzt von Sara Riffel, Alexandra Jordan und Alexander Weber. Fischer Tor, Frankfurt am Main 2021, ISBN 978-3-596-70654-9.

Deutschsprachiges Hörbuch
- Ready Player Two. Von David Nathan gelesen, Argon Verlag, 24. März 2021, 16 Std.[5]